# Graciela Borges
Pour les articles homonymes, voir Borges.
Graciela Borges, née le 10 juin 1941 à Dolores dans la province de Buenos Aires, est l'une des plus grandes actrices du cinéma argentin, lauréate de nombreux prix. Durant les années 1960, elle a notamment joué dans six films de Leopoldo Torre Nilsson et dans L'Employé de Leonardo Favio. Son rôle dans La ciénaga de Lucrecia Martel a renouvelé sa notoriété depuis les années 2000.

## Biographie
Elle commence à travailler comme actrice à quatorze ans, dans Una cita con la vida d'Hugo del Carril, contre l’avis de son père, l'aviateur Tomás Zabala, qui lui interdit d’utiliser son patronyme. C'est Jorge Luis Borges qui lui permet d'adopter le sien.
Après ce premier rôle pour Hugo del Carril, elle joue pour Fernando Ayala, Leopoldo Torre Nilsson, Lucas Demare, Raúl de la Torre (avec qui elle fut en couple) ou encore Leonardo Favio, et plus récemment pour Lucrecia Martel, Alejandro Doria et Daniel Burman. Véritable icône de beauté dans les années 1960, Vogue Paris la classe un jour parmi les dix plus belles femmes du monde. En 2016, elle est la présidente du jury du BAFICI.
Elle a eu un fils avec le pilote automobile Juan Manuel Bordeu, Juan Cruz Bordeu, qui joue avec elle dans quatre films, dont La ciénaga.

## Filmographie sélective
- 1958 : Le Chef (El jefe) de Fernando Ayala - Mima
- 1960 : Fin de fête (Fin de fiesta) de Leopoldo Torre Nilsson - Mariana
- 1961 : Peau d'été (Piel de verano) de Leopoldo Torre Nilsson - Marcela
- 1963 : La Terrasse (La terraza) de Leopoldo Torre Nilsson - Claudia
- 1968 : Martín Fierro de Leopoldo Torre Nilsson - la captive
- 1969 : L'Employé (El dependiente) de Leonardo Favio - Mademoiselle Plasini
- 1971 : Chronique d'une femme (Crónica de una señora) de Raúl de la Torre - la femme
- 1986 : Pauvre Papillon (Pobre mariposa) de Raúl de la Torre - Clara
- 2001 : La ciénaga de Lucrecia Martel - Mecha
- 2006 : Las manos d'Alejandro Doria - Perla
- 2010 : Dos hermanos de Daniel Burman - Susana
- 2011 : Viudas de Marcos Carnevale - Elena
- 2018 : La quietud de Pablo Trapero : Esmeralda
- 2019 : La conspiration des Belettes - Mara Ordaz

## Voix françaises
- Clara Borras dans La Conspiration des belettes (2019)
- Frédérique Cantrel dans Thérapie alternative (2021)